# Parafia Podwyższenia Krzyża Świętego w Przecznie
Parafia Podwyższenia Krzyża Świętego w Przecznie – parafia rzymskokatolicka, znajdująca się w diecezji toruńskiej, w dekanacie Bierzgłowo. 